# Perfekt
För låten av Argjentina Ramosaj, se Perfekt (sång).
Perfekt är en verbkonstruktion i många av världens språk. Det exakta tillämpningsområdet varierar mellan olika språk, men gemensamt är att den används för att på något sätt beteckna att en handling är avslutad. Synen på vad perfekt är varierar också: En del språkläror beskriver den som presens ur en viss grammatisk aspekt (perfekt-aspekt, som kan vara skild från perfektiv aspekt), andra beskriver den som ett tempus. Att perfekt beskrivs som en sorts presens är vanligt i engelska språkläror (present perfect) men ovanligt i svenska, trots att konstruktionen har samma användningsområde i båda språken. De språkläror som uppfattar perfekt som presens ur en perfekt-aspekt uppfattar pluskvamperfekt och futurum exaktum som dåtidstempus (imperfekt/preteritum) respektive framtidstempus (futurum) ur samma aspekt.
I somliga språk, såsom latin, bildas perfekt genom böjning (latin vocare - "att kalla", vocavi - "jag har kallat"). I andra språk, till exempel svenska och engelska, bildas perfekt som en kombination av ett hjälpverb i presens och en infinit form av huvudverbet, företrädesvis perfekt particip eller någon besläktad form (som svenskt supinum). Hjälpverben har oftast betydelserna "har" eller "är".
Perfekt brukar alltså i svenskan betraktas som ett grammatiskt tempus. Dess innebörd här är att beskriva att verbets handling har avslutats men fortfarande är aktuell. Exempel: "Cornelia har gått till skolan" säger att Cornelia gick till skolan i morse och fortfarande är där, till skillnad från "Cornelia gick till skolan" (preteritum), vilket inte säger någonting om huruvida hon fortfarande antas befinna sig där. Perfektformen i svenskan konstrueras med presens av hjälpverbet "ha" och huvudverbets supinumform: aktiv: har stulit, passiv: har stulits. Presens av "vara" kombinerat med perfekt particip kan vara ett alternativt sätt att uttrycka passiv perfekt: Är stulen motsvarar har stulits, men lägger mer fokus på det resultativa tillståndet. För verb som uttrycker rörelse eller förändring får dock "är" och perfekt particip samma innebörd som den aktiva "ha"-perfekten: är kommen = har kommit. I många andra språk är det regel att rörelse- och förändringsverbens perfekter ska bildas med sådana här "är-konstruktioner", medan man för övriga verb använder "har-konstruktioner". Det gäller bland annat danska och tyska.